# Гай Каніній Ребіл (консул-суфект 37 року)
Гай Каніній Ребіл (лат. Gaius Caninius Rebilus; ? — 57) — державний діяч та правник часів ранньої Римської імперії, консул-суффект 37 року.

## Життєпис
Походив із заможного плебейського роду Канініїв. Син Гая Канінія Ребіла, консула-суффекта 12 року до н. е. Від батька отримав значні статки, що дозволило здобути гарну освіту і зробити кар'єру. У 37 році став консулом-суффектом разом з Авлом Цециною Петом.
Відповідно до Тацита був значним правником часів Тиберія, Калігули і Клавдія, яких консультував. Також уславився своїми статками. Водночас мав славу людини невисоких моральних якостей. Його згадує Луцій Анней Сенека у трактаті «Про благодіяння». У 57 році наклав на собі руки.